# Muncie, Indiana
Muncie este o municipalitate de ordin întâi, un oraș cu 67.430 de locuitori (conform Census 2000), sediul comitatului Delaware, statul Indiana, Statele Unite ale Americii.
Localitatea se află la 81 km nord-est de Indianapolis, la 112 km nord-vest de Dayton, Ohio și 265 km sud-est de Chicago, Illinois.

## Vedeți și
- Listă de localități din statul Indiana, SUA